# باکون
باکون (به فرانسوی: Baconnes) یک کمون (فرانسه) در فرانسه است که در canton of Verzy واقع شده‌است. باکون ۲۰٫۸۶ کیلومتر مربع مساحت دارد.